# Mtwara
Mtwara  este un oraș  în partea de sud-est a Tanzaniei. Este reședința  regiunii Mtwara.